# Гусак Андрій Михайлович
Андрій Михайлович Гусак (3 січня 1954, Львів) — український фізик-теоретик, доктор фізико-математичних наук (1992), професор кафедри фізики Черкаського національного університету імені Богдана Хмельницького, заслужений діяч науки і техніки України (1996).

## Біографія
У 1970 році з медаллю закінчив Першу міську гімназію міста Черкас.
У 1976 році закінчив Московський державний університет імені М. В. Ломоносова, після чого працював з 1976 до 1981 року у Тульському політехнічному інституті, одночасно заочно закінчивши аспірантуру Інституту металургії імені О. О. Байкова АН СРСР.
З 1981 року працює в Черкаському національному університеті імені Богдана Хмельницького, з 1993 — професор, а з 1994 по 2001 роки — завідувач кафедрою теоретичної фізики цього закладу. Протягом 2007—2008 років — проректор Черкаського національного університету з наукової роботи. З 2010 року до вересня 2015 року був завідувачем кафедри фізики ЧНУ, організовану шляхом об'єднання кафедр теоретичної та загальної фізики.
У 1983 захистив кандидатську, у 1992 — докторську дисертації.

## Наукова діяльність
Наукові дослідження стосуються теорії і комп'ютерного моделювання дифузії та фазових перетворень у сплавах і твердофазних реакцій та еволюції морфології у нанорозмірних системах.
У 1998, 2001, 2004 і 2007 роках професор А. М. Гусак і його група провели міжнародні конференції серії ДИФТРАНС за участю провідних фахівців у галузі дифузії і дифузійно контрольованих фазових і структурних перетворень з Франції, Росії, Німеччини, США, Польщі, Угорщини, Ізраїлю, Нідерландів, Австралії, Австрії, Чехії, Білорусі.
Вони отримували гранти ДФФД, Американського фізичного товариства, дворічний грант Міжнародного наукового фонду, дворічний грант CRDF, дворічний грант INTAS, грант європейської сьомої рамкової програми.
А. М. Гусак здійснив понад 50 наукових візитів на запрошення університетів та інститутів Лос-Анжелеса, Гренобля, Марселя, Мюнстера, Геттінгена, Ейндховена, Сінгапура, Кракова, Дебрецена, Брно, Дубни.
За даними інформаційно-аналітичної системи «Бібліометрика української науки» станом на липень 2014 року увійшов у Топ-100 найбільш цитованих науковців України (34 місце, кількість цитувань — 1685, h-індекс — 22).

## Педагогічна діяльність
Під керівництвом професора А. М. Гусака захистили дисертації 16 кандидатів фізико-математичних наук (у галузі фізики твердого тіла і фізики металів) і один кандидат педагогічних наук (з методики навчання фізики — застосування комп'ютерного моделювання). Серед них:
- Ляшенко Ю. О. (керівник Гусак А. М.) (1992, з 2014 — доктор фізико-математичних наук)
- Півень О. Б. (1994)
- Бушин І. М. (1996)
- Гриценко В. Г. (1999)
- Корнієнко С. В. (1999)
- Запорожець Т. В. (керівник Гусак А. М.) (1999, з 2014 — доктор фізико-математичних наук)
- Богатирьов О. О. (1999)
- Луценко Г. В. (2001, з 2014 — доктор педагогічних наук)
- Шірінян А. С. (2001, з 2013 — доктор фізико-математичних наук)
- Ковальчук А. О. (2002)
- Татарчук Є. В. (2005)
- Пасічний М. О. (2006)
- Луценко Г. В. (2006)
- Сторожук Н. В. (2014)
- Ляшенко О. Ю. (2015, навчався у спільній українсько-французькій аспірантурі, захистив дисертацію доктора філософії (PhD) в Університеті Гренобля (Франція)).

Учні А. М. Гусака одержували премії НАН України для молодих учених, стипендії Сороса, аспірантські та постдоківські гранти INTAS, DAAD (Німеччина), Фонду Міановського (Польща), Вишеградської четвірки (Угорщина).

## Праці
- Статистична фізика — основні положення та моделі: Навч. посіб. Чк., 1988 (співавт.)
- Interdiffusion and solid state reactions in powder mixtures — one more model // Acta Materialia. 1998. Vol. 46, № 10 (співавт.)
- Kinetic of nucleation in the concentration gradient // J. Physics: Condensed Matter. 2001. Vol. 13, № 12 (співавт.)
- Kinetic theory of flux-driven ripening // Phys. Rev. B. 2002. Vol. 66, № 11 (співавт.)
- Модели твердофазных реакций. Черкаси, 2004 (співавт.)
- Diffusion, Reactions, Coarsening — some new ideas. Cherkasy, 2004